# Baixian Hu
Baixian Hu (kinesiska: 白蚬湖) är en sjö i Kina. Den ligger i provinsen Jiangsu, i den östra delen av landet, omkring 220 kilometer sydost om provinshuvudstaden Nanjing. Baixian Hu ligger 1 meter över havet. Arean är 8,0 kvadratkilometer. I omgivningarna runt Baixian Hu växer i huvudsak barrskog. Den sträcker sig 4,5 kilometer i nord-sydlig riktning, och 4,4 kilometer i öst-västlig riktning.
Följande samhällen ligger vid Baixian Hu:
- Zhouzhuang (22 000 invånare)

Genomsnittlig årsnederbörd är 1 661 millimeter. Den regnigaste månaden är juni, med i genomsnitt 221 mm nederbörd, och den torraste är december, med 59 mm nederbörd.